# 1968 au Canada
Pour un article plus général, voir Chronologie du Canada.
Cet article traite des événements qui se sont produits durant l'année 1968 au Canada.

## Événements

Élection fédérale de 1968

### Politique

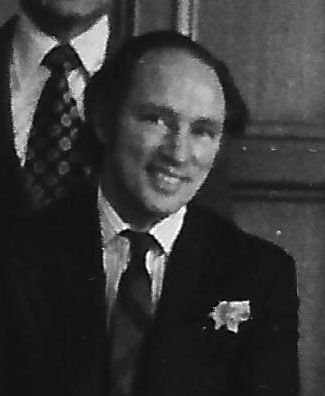
Pierre-Elliot Trudeau

- 1er février : les armées de terre, de mer et de l'air sont fusionnées pour former les Forces canadiennes.

- 20 avril : le libéral Pierre Trudeau Premier ministre du Canada. C’est le début de la trudeaumanie.
- 1 juin : Adoption du Drapeau de l'Alberta.
- 24 juin : lundi de la matraque : 290 personnes sont arrêtées pendant le défilé de la Saint-Jean-Baptiste, à Montréal.

- 25 juin : élection fédérale. Les libéraux menés par Pierre Elliott Trudeau remportent les élections.

- Septembre : publication d’Option Québec de René Lévesque (« Pour un Québec souverain dans une nouvelle union canadienne »).

- 11 octobre : René Lévesque fonde le Parti québécois.

- 12 décembre : Harry Strom devient premier ministre de l'Alberta.

- Publication des Akwesasne Notes, journal défendant la cause des Mohawks d’Akwesasne, sur le Saint-Laurent.
- Création de ce qui allait s'appeler l'Assemblée des Premières Nations
- Fondation de l'Agence canadienne de développement international (ACDI).

### Justice
- Nouvelle loi sur le divorce.

### Sport

#### Hockey
- Fin de la Saison 1967-1968 de la LNH suivi des Séries éliminatoires de la Coupe Stanley 1968. Les Canadiens de Montréal remportent la Coupe Stanley contre les Blues de Saint-Louis.
- Les Flyers de Niagara Falls remportent la Coupe Memorial 1968.
- Repêchage amateur de la LNH 1968.
- Début de la Saison 1968-1969 de la LNH.
- Dolores Claman compose la musique The Hockey Theme qui est depuis ce temps utilisé dans les matchs de hockey rediffusés à la télévision.

#### Football
- Les Rough Riders d'Ottawa remportent la 56e finale de la coupe Grey contre les Stampeders de Calgary 24-21.
- L'Université Queen's remporte la Coupe Vanier contre l'Université Wilfrid-Laurier.

#### Jeux olympiques d'hiver de 1968

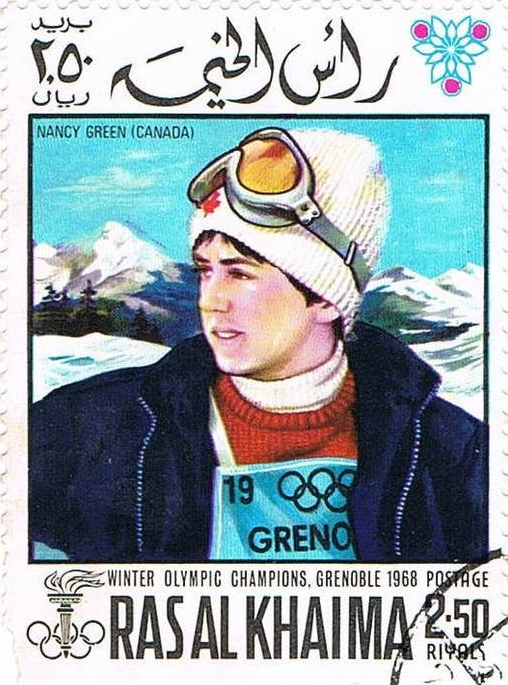
Nancy Greene représentée sur un timbre des Émirats arabes unis

- Nancy Greene obtient la médaille d'or en slalom géant et une médaille d'argent en slalom.
- L'équipe canadienne obtient la médaille de bronze au hockey sur glace.

#### Jeux olympiques d'été de 1968
- l'équipe canadienne remporte la médaille d'or en équitation pour le saut en obstacle.
- Ralph Hutton remporte la médaille d'argent au 400 mètres natation et Elaine Tanner remporte les médailles d'argent aux 100 et 200 mètres natation.

### Économie
- 30 juin : ouverture de la Tour de Calgary.
- Le Premier ministre libéral Pierre Elliott Trudeau fait adopter une série de mesures contre les firmes américaines.
- 20 744 000 habitants au Canada, dont 507 000 pour Terre-Neuve.
- Fondation de la chaîne de restaurants Pizza Delight.
- Fondation de Télémédia par Philippe de Gaspé Beaubien.

### Science
- Mai : le chirurgien Pierre Grondin effectue la première greffe cardiaque au pays.
- Reconnaissance de l'Astroblème de Charlevoix au Québec et du Cratère du lac Saint-Martin au Manitoba comme étant des impacts de météorites sur terre.

### Culture

#### Chanson
- L'Ostidshow est monté par Yvon Deschamps, Robert Charlebois et Louise Forestier.
- Début de la carrière internationale de Anne Murray.
- Raymond Lévesque interprète Quand les gens vivront d'amour.
- Le groupe Steppenwolf dirigé par John Kay interprète Born to be wild.

#### Film
- Valérie, film de Denis Héroux.

#### Livre
- Akavak de James Archibald Houston.

#### Télévision
- 31 décembre, Télévision : le Bye Bye avec l'année qui fait une rétrospective humoristique est présentée à Radio-Canada à la dernière heure de l'année. Ce programme reviendra annuellement.

#### Théâtre
- La pièce de théâtre Les Belles-Sœurs de Michel Tremblay est présentée à Montréal.

### Religion

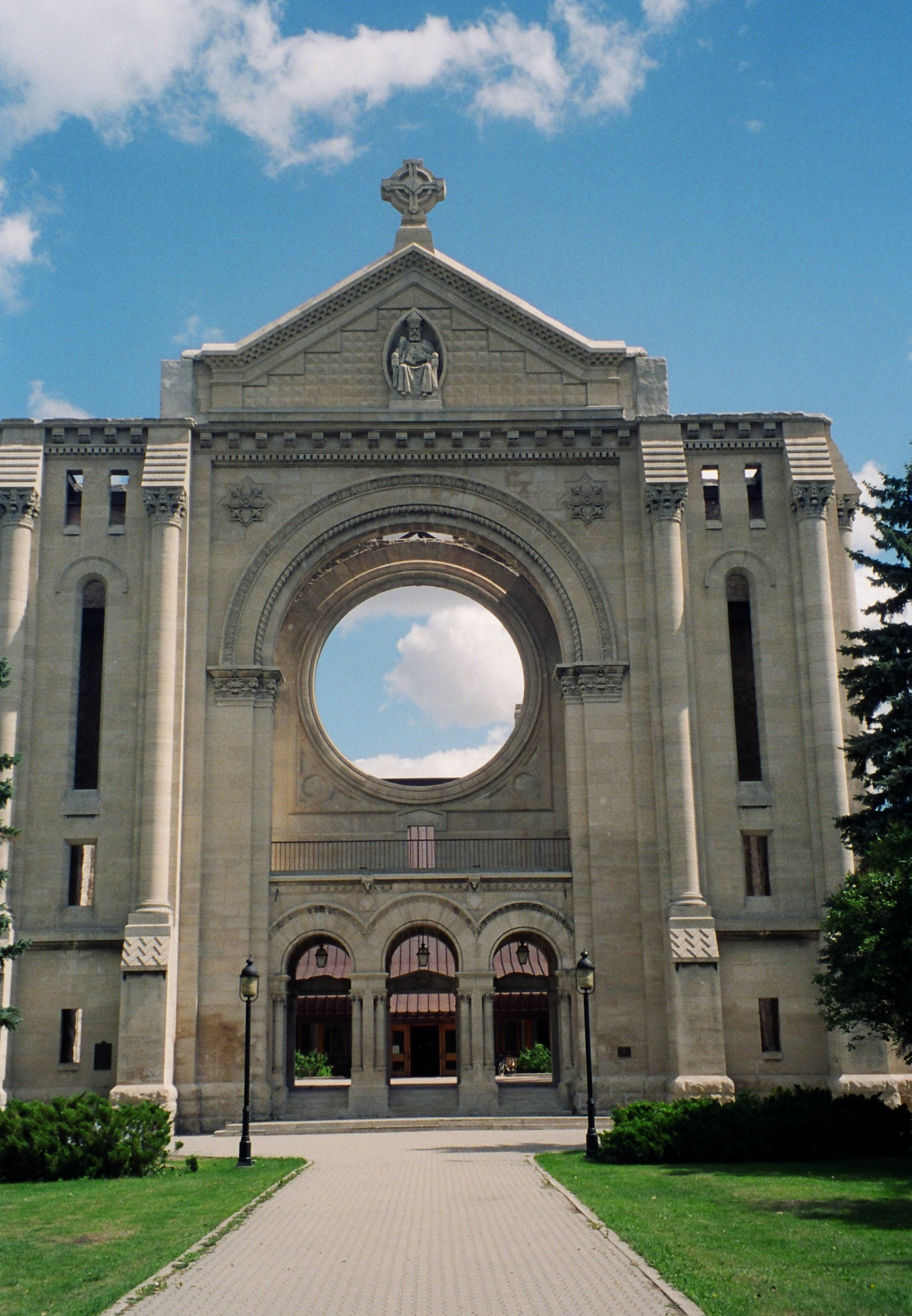
Cathédrale de Saint-Boniface au Manitoba.

- 20 avril : Jean-Marie Fortier devient archevêque de l'Archidiocèse de Sherbrooke.
- 22 juillet : incendie de la cathédrale de Saint-Boniface au Manitoba.
- Paul Grégoire devient archevêque de Montréal en remplacement de Paul-Émile Léger.
- Charles-Henri Lévesque devient évêque au Diocèse de Sainte-Anne-de-la-Pocatière.

## Naissances
- 13 janvier : Pat Onstad, footballeur.
- 28 janvier : Sarah McLachlan, chanteuse.
- 1er février : Mark Recchi, joueur de hockey sur glace.
- 7 février : Mark Tewksbury, nageur.
- 22 février : Shawn Graham, premier ministre du Nouveau-Brunswick.
- 27 février : Matt Stairs, joueur de baseball.
- 14 mars : Megan Follows, actrice.
- 30 mars : Céline Dion, chanteuse.
- 30 mai : Jason Kenney, homme politique de la circonscription fédérale de Calgary-Sud-Est.
- 31 mai : Stéphane E. Roy, comédien et auteur québécois.
- 29 juin : Theoren Fleury, joueur de hockey sur glace.
- 9 juillet : Brian Masse, politicien fédéral.
- 20 septembre : Leah Pinsent, actrice.
- 2 octobre : Glen Wesley, joueur de hockey sur glace.
- 26 octobre : Tom Cavanagh, acteur et réalisateur.
- 19 novembre : Gordon Fraser, coureur cycliste.
- 25 novembre : Jill Hennessy, actrice et chanteuse.
- 17 décembre : Paul Tracy, pilote automobile de Champcar.

## Décès
- 16 février : Ernest Charles Drury, premier ministre de l'Ontario.
- 29 avril : Aubin-Edmond Arsenault, premier ministre de l'Île-du-Prince-Édouard.
- 30 mai : Charles Gavan Power, homme politique fédéral provenant du Québec.
- 1er juin : André Laurendeau, politicien.
- 14 juin : John Babbitt McNair, premier ministre du Nouveau-Brunswick.
- 26 septembre : Daniel Johnson, premier ministre du Québec alors qu'il était en fonction.
- 15 décembre : Antonio Barrette, premier ministre du Québec.